# Línea 4A del Metro de Santiago
La Línea 4A es una de las siete actuales líneas que conforman el ferrocarril metropolitano de Santiago de Chile. Tiene seis estaciones, en un tramo de 7,7 kilómetros construidos en el eje central de la Autopista Vespucio Sur. 
Combina con la Línea 2 en La Cisterna y con la Línea 4 en Vicuña Mackenna. En 2030 combinará con la Línea 9 en Santa Rosa y en 2037 será renombrada como «Línea 10». El color distintivo es el celeste. 
Siendo la línea más corta en extensión del sistema, constituyó el 2,6 % del total de los viajes realizados en la red de Metro de Santiago en 2021.

## Historia

### Antecedentes, proyecto y estación fantasma (1968-2006)

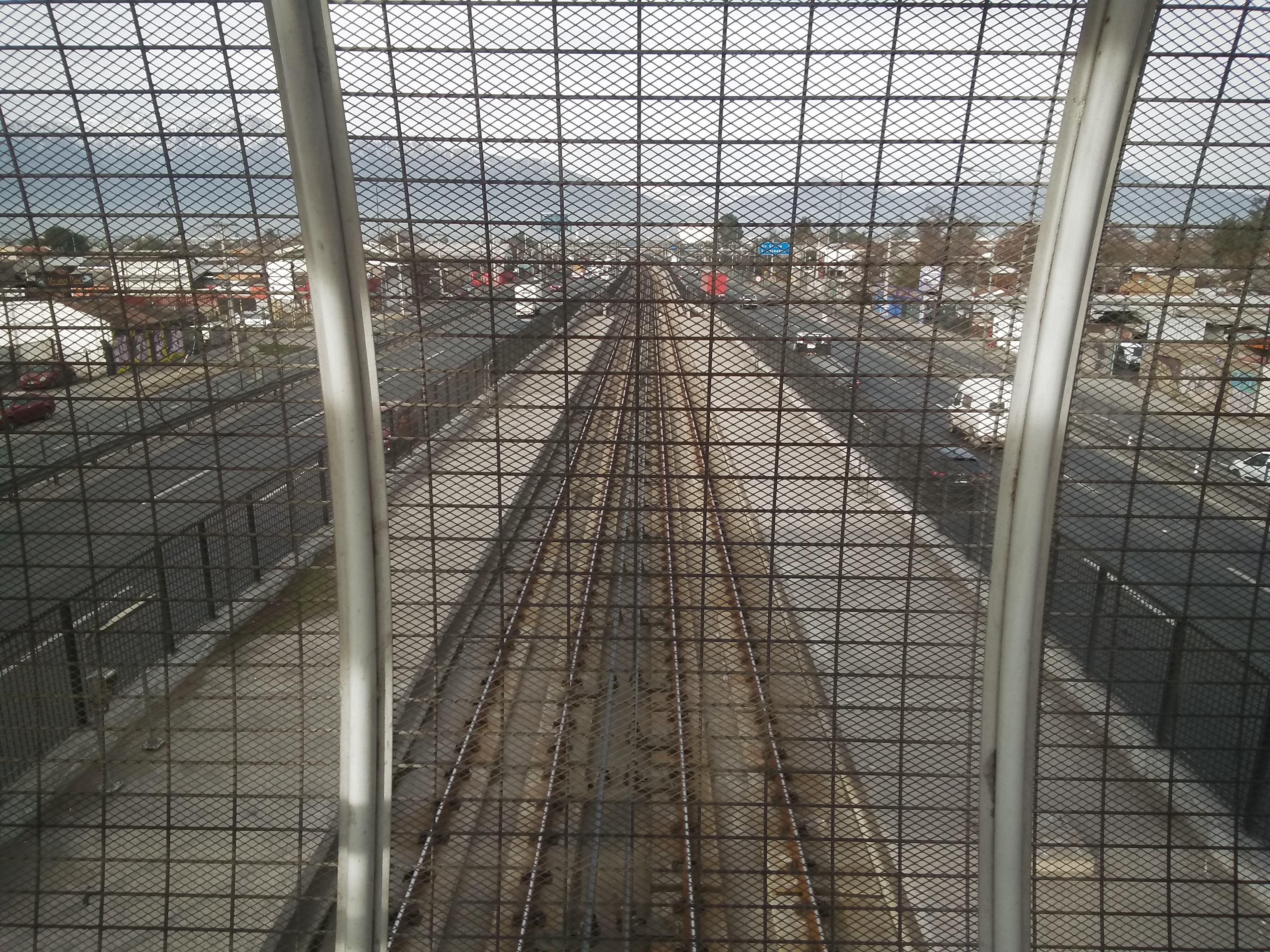
Andenes de la estación fantasma Echeverría.

Originalmente las estaciones La Cisterna, San Ramón y La Granja iban a formar parte de la Línea 2, según el proyecto BCEOM-SOFRETU-CADE de 1968 que, luego de las modificaciones realizadas en la década de 1980 y las obras de la Línea 5 en la década siguiente, quedó como un proyecto obsoleto.
En 2004 fue presentada como un ramal de la Línea 4 del Metro de Santiago y contaba originalmente con la estación Echeverría, la cual se ubica entre las estaciones La Cisterna y San Ramón por el eje central de la Autopista Vespucio Sur, en la intersección con las calles Ignacio Echeverría y Peró, en la comuna de la La Cisterna. 
Esta estación está en obra gruesa y, en declaraciones emitidas en 2012, la estación se abriría cuando “la demanda justifique su operación”.

### Inauguración y desarrollo (2006-2019)

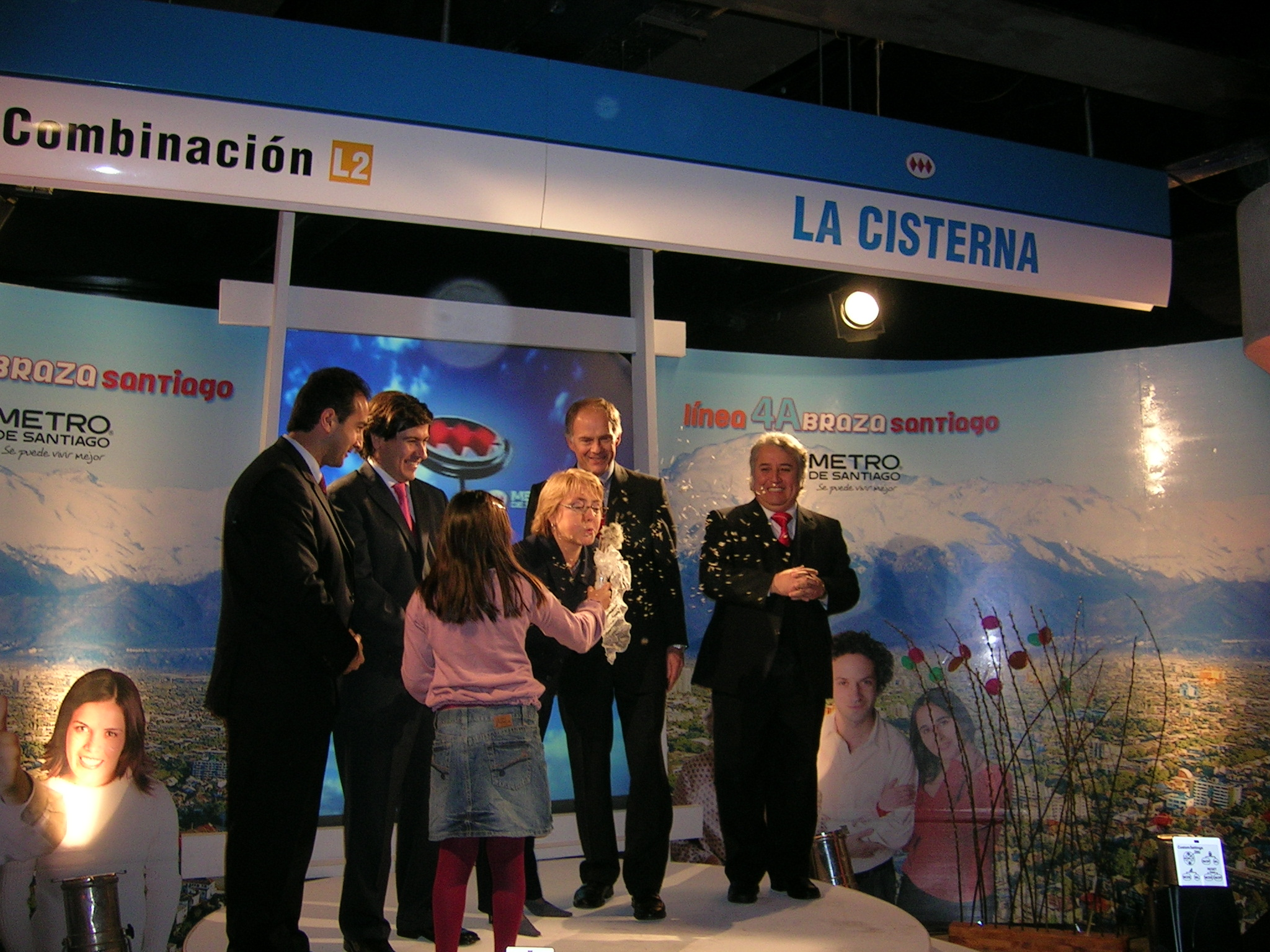
Inauguración de la línea en agosto de 2006.

El 16 de agosto de 2006 la línea fue inaugurada con la presencia de la entonces presidenta Michelle Bachelet.
El 29 de noviembre de 2010 los trabajadores del Metro de Santiago iniciaron una huelga que implicó la paralización de la línea por varios días. El 6 de diciembre del mismo mes se reanudó el servicio.
En junio de 2018 el entonces presidente Sebastián Piñera anunció la construcción de las líneas 8 y 9 del Metro. Esta última conectaría con la Línea 4A en la estación Santa Rosa en 2030.

### Impacto del estallido social (2019)
En medio de las protestas y disturbios ocurridos en octubre de 2019, la línea sufrió el incendio de la mezzanina de las estaciones «San Ramón», «La Granja» y «Santa Julia». El servicio se suspendió el 18 de octubre de ese año y el 13 de noviembre, Metro de Santiago anunció que ya se encontraban nuevamente electrificadas las vías de la línea, con lo que se esperaba el restablecimiento del servicio en las siguientes semanas o meses. El 25 del mismo mes, la línea reabrió con detenciones en las estaciones «La Cisterna», «Santa Rosa» y «Vicuña Mackenna», mientras que el 17 de agosto de 2020 fueron reabiertas «San Ramón», «La Granja» y «Santa Julia», quedando rehabilitada la línea en su totalidad.

### Propuestas de extensión (2019)

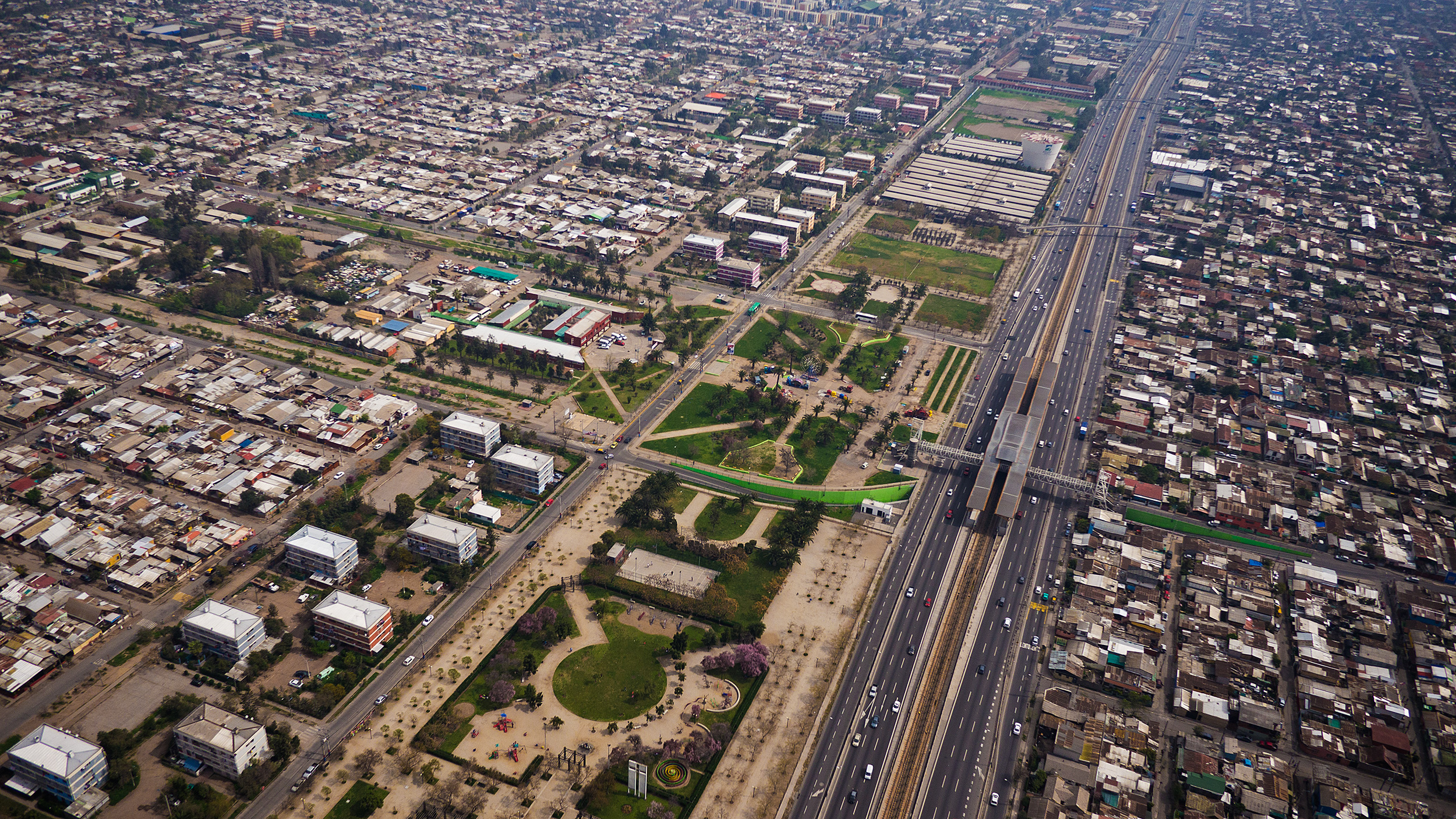
Estación San Ramón junto a la Autopista Vespucio Sur y el Parque La Bandera en la comuna de San Ramón.

Al construirse la línea, se esperaba que en el futuro fuese extendida por Autopista Vespucio Sur ya que dicha autopista dejó el trazado ferroviario listo para la construcción una vez que la densidad poblacional, la rentabilidad social, y los recursos económicos permitan materializarla. 
En 2017 el expresidente Ricardo Lagos propuso extenderla hasta Lo Espejo en la Avenida Central Cardenal Raúl Silva Henríquez, continuar hasta la eventual extensión de la Línea 6 en Avenida Salvador Allende, continuar hasta la Estación Del Sol en la Línea 5, como también continuar hasta la Ruta 68 o el Aeropuerto Internacional Arturo Merino Benítez en Pudahuel.
En enero de 2023, en el marco de la electrificación de las vías de la extensión de Línea 2, el presidente Gabriel Boric planteó que la línea podría ser extendida en un futuro. Tras las declaraciones, la alcaldesa de Lo Espejo, Javiera Reyes, propuso extenderla hasta la avenida Central Raúl Silva Henríquez. Mientras que el expresidente de Metro, Louis de Grange, planteó una «Línea 4B» desde la estación Del Sol hasta la estación La Cisterna, de manera tal que se pueda contar con tecnología similar a las líneas 3 y 6 (con puertas de andén y trenes nuevos).

### Anuncio oficial de extensión y futuro renombre a «Línea 10» (2025-presente)
El 1 de junio de 2025 el presidente Gabriel Boric anunció durante su última cuenta pública la extensión de la línea 4A a las comunas de Lo Espejo, Cerrillos y Maipú, conectando con la estación Del Sol de la Línea 5. Al mismo tiempo se anunció que la línea cambiaría de nombre, pasando a ser la Línea 10 y se remodelarán las estaciones ya existentes.
La extensión implica 10 kilómetros más y 7 nuevas estaciones que serían entregadas no antes del año 2037
Las primeras críticas al proyecto surgieron desde la alcaldía de Pudahuel, quienes esperaban que la línea se extendiera hacia el norponiente. El alcalde Ítalo Bravo manifestó su preocupación por excluir la propuesta de tres estaciones en puntos estratégicos de la comuna, hasta Avenida San Pablo en el sector norte.

## Estaciones
Las estaciones, en el sentido de oriente a poniente, son las siguientes:
| Estación        | Inauguración         | [ 18 ]                     | Ubicación                                                    | Comuna                | Comb. | Estación                  | Tipo de estación |
| --------------- | -------------------- | -------------------------- | ------------------------------------------------------------ | --------------------- | ----- | ------------------------- | ---------------- |
| Vicuña Mackenna | 16 de agosto de 2006 | Acceso para discapacitados | Autopista Vespucio Sur con Julio Vildósola                   | La Florida            |       | Terminal y de combinación | Superficial      |
| Santa Julia     | 16 de agosto de 2006 | Acceso para discapacitados | Autopista Vespucio Sur con Santa Julia                       | La Florida            |       | De paso                   | Superficial      |
| La Granja       | 16 de agosto de 2006 | Acceso para discapacitados | Autopista Vespucio Sur con Coronel                           | La Granja             |       | De paso                   | Superficial      |
| Santa Rosa      | 16 de agosto de 2006 | Acceso para discapacitados | Autopista Vespucio Sur con Av. Santa Rosa                    | San Ramón y La Granja |       | De paso Desde 2030: Comb. | Superficial      |
| San Ramón       | 16 de agosto de 2006 | Acceso para discapacitados | Autopista Vespucio Sur con Carlos Dávila y Almirante Latorre | San Ramón             |       | De paso                   | Superficial      |
| La Cisterna     | 16 de agosto de 2006 | Acceso para discapacitados | Autopista Vespucio Sur con Gran Avenida                      | La Cisterna           |       | Terminal y de combinación | Superficial      |

## Ficha técnica

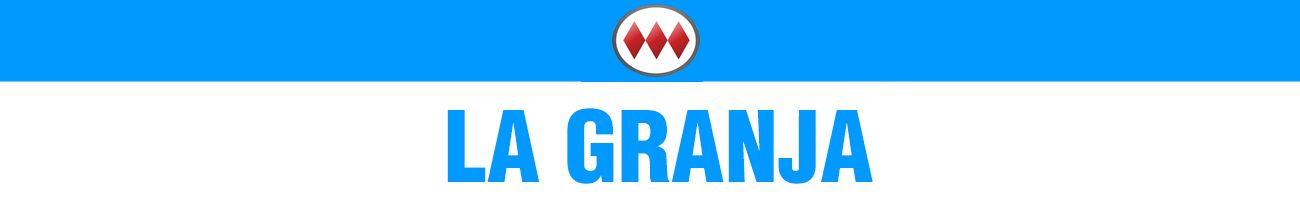
Cenefa utilizada actualmente en los andenes de la Línea 4A.

- Nombre: Línea 4A: Vicuña Mackenna-La Cisterna
- Trazado:
  - Avenida Americo Vespucio Sur: 6 estaciones

- Método constructivo:
  - Vicuña Mackenna-La Cisterna: Trinchera.

- Fechas de entrega:
  - Vicuña Mackenna-La Cisterna: 16 de agosto de 2006.

## Material rodante

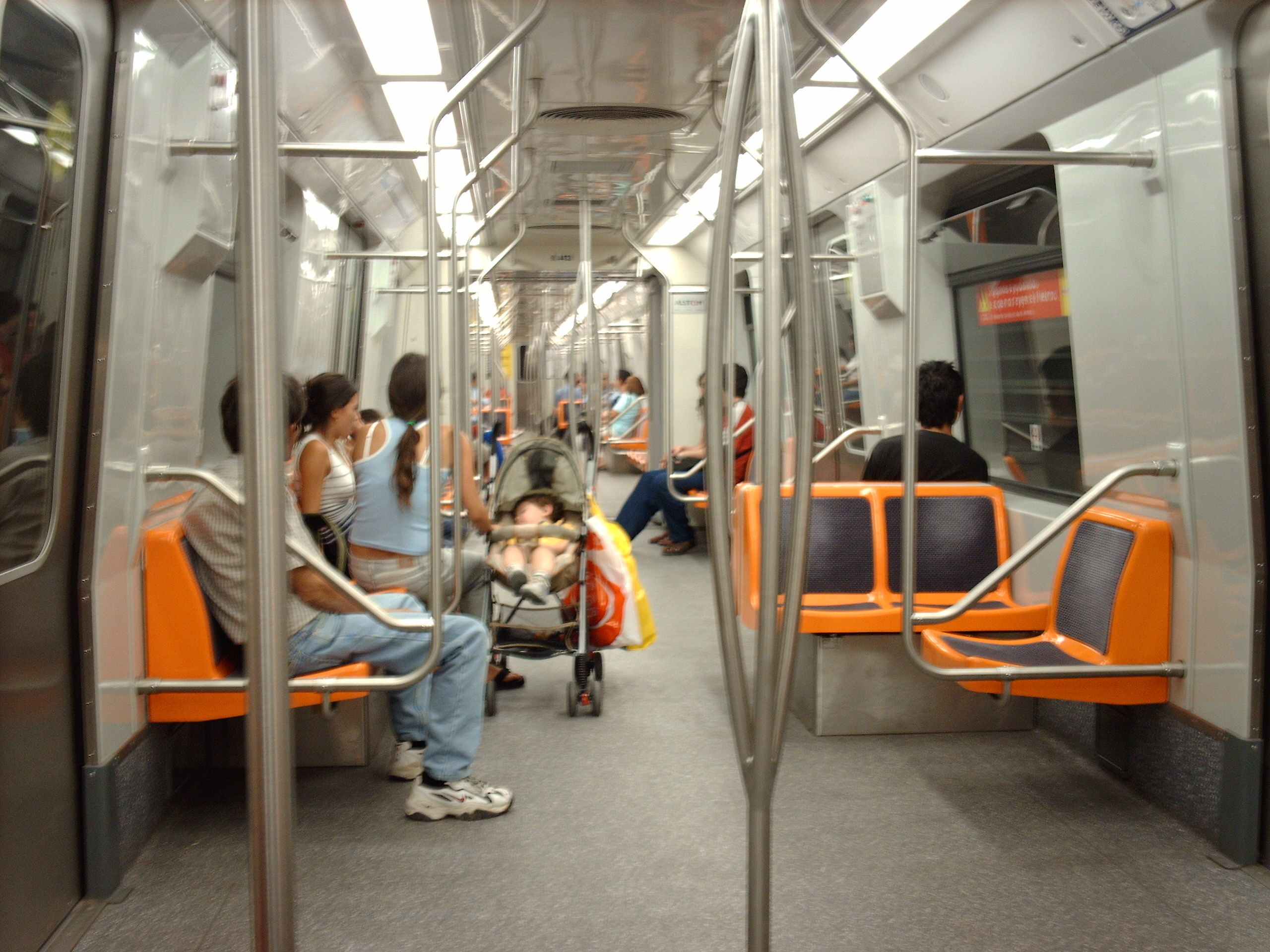
Interior de un tren AS-2002.

El material rodante utilizado por Metro de Santiago en esta línea consiste en trenes de rodadura férrea. Estos pertenecen al modelo AS-2002 compuestos por 3 coches.